# Stereobelt
O Stereobelt foi o primeiro reprodutor de áudio portátil estéreo de cassetes. Foi inventado em 1972 pelo teuto-brasileiro Andreas Pavel. O Stereobelt foi o antepassado do Walkman e dos dispositivos pessoais de áudio modernos, como o Zune e o iPod.
Um executivo de televisão e ex-editor de livros, Pavel inventou o Stereobelt para "adicionar trilha sonora à vida real", permitindo ao usuário ouvir música de alta fidelidade em fones de ouvido durante atividades diárias.

## História
O teste inicial do dispositivo ocorreu em fevereiro de 1972 em St. Moritz, na Suíça, quando Pavel apertou o botão "play" para começar a música "Push Push", de Herbie Mann e Duane Allman. Pavel experimentou uma sensação de "flutuação", enquanto ouvia a música e assistia a queda de neve das montanhas, percebendo que o seu novo dispositivo poderia fornecer "os meios para multiplicar o potencial estético de qualquer situação".
Pavel procurou fabricantes de eletrônicos, como a ITT, Grundig, Philips e Yamaha com a sua invenção, mas as empresas acharam que ninguém jamais iria querer usar fones de ouvido em público para ouvir música.
Frustrado com a falta de progresso e aprendendo que era importante proteger sua ideia, Pavel finalmente registrou uma patente para o Stereobelt na Itália em 1977, seguido por pedidos de patente nos Estados Unidos, Alemanha, Reino Unido e Japão no final de 1978. Seus pedidos de patentes nos Estados Unidos e Reino Unido foram rejeitadas. 
A Sony começou a vender o muito semelhante Walkman em 1979. Nas negociações que começaram em 1980 e terminaram em 1986, a Sony concordou em pagar royalties a Pavel, mas para as vendas de apenas alguns modelos de Walkman vendidos em seu país natal, a Alemanha, e se recusou a reconhecê-lo como o inventor do Walkman.
A segunda rodada de batalhas legais entre Pavel e a Sony, que começou em 1989 no Reino Unido e acabou quando o caso foi perdido em 1996, deixando para Pavel pagar mais de US$ 3 milhões em custos judiciais.
Finalmente, em 2003, Pavel ameaçou abrir processos por infração da Sony em outros territórios onde detém patentes do dispositivo, a Sony concordou em resolver a disputa fora dos tribunais, o que levou a ambas as partes a assinatura de um contrato com conteúdo confidencial em 2004. Acredita-se que o valor do contrato foi de mais de US$ 10 000 000, além dos royalties da venda de alguns modelos de Walkman.
Pavel tinha considerado pedir royalties aos outros fabricantes de tocadores de música MP3, incluindo a Apple Inc. (para o iPod). No entanto, em dezembro de 2005 ele disse que não tinha a intenção de fazê-lo, não querendo passar mais tempo em ações judiciais.
Ele está agora a desenvolver o que ele chama de "dreamkit", um "dispositivo multimídia portátil de extensão dos sentidos".